# Dolmen de la Madeleine d'Albesse
Le dolmen de la Madeleine d'Albesse est situé à Monze dans le département de l'Aude.

## Description
Le dolmen, qualifié parfois à tort de « petite allée couverte », est orienté ouest-sud-ouest/est-nord-est. Il est construit avec des dalles de grès carcassien d'origine locale. Il mesure 5 m de longueur sur 1,20 m de largeur. Le tumulus de forme ovale mesure environ 25 m de longueur, le dolmen y étant excentré vers le nord. La table de couverture (2,70 m par 2,80 m et 0,30 m d'épaisseur) repose désormais sur le côté ouest du tumulus. Le plus grand orthostate, de forme carrée, mesure 1,80 m de côté.
L'édifice a été fouillé clandestinement en 1891 dès le signalement par la presse de sa découverte par la Société d'Études Scientifiques de l'Aude. Dépêché sur place, Germain Sicard a toutefois pu fouiller le coffre funéraire voisin aménagé dans la structure du tumulus à environ 2 m côté est du dolmen. Il y a recueilli des ossements et deux pointes de flèches « en silex corné, l'une lancéolée à base aplatie, la seconde plus petite en forme de feuille de laurier, toutes deux bien retouchées sur les bords ». Une nouvelle fouille menée par Jean Guilaine a permis de retrouver deux boutons ronds en os, l'un finement poli et l'autre comportant des traces de peinture.